# Louis Granier
Louis Granier (Tolosa de Llenguadoc, 1740 - idem. 1800) fou un compositor i professor de música llenguadocià.
El primer treball de Louis Granier va ser el de la companyia de bandes a l'Òpera de Bordeus. 1764 la seva adaptació de Tancrède d'André Campra va arribar a la París Académie Royale de Musique. El 1765 va estar a Brussel·les, on es va posar en escena Racines Athalie amb força èxit. 1766 va ser Garnier a París, primer com a violinista a l'orquestra de l'Opera i "maître de musique" al servei de Carles Alexandre de Lorena. Des de 1770 fins a 1773 va ser contractat com a director musical del Teatre de Tolosa i la seva dona a la "Première Danseuse". A partir de llavors, la parella va tornar a París, on va ser primer violinista de la "Chapelle du Roi" i des de 1775 va ocupar el mateix càrrec en el Concerts Spirituels. En lAcadémie Royale de Musique, va treballar des de 1777-1778 com a assistent del director.
A Louis Granier se'l ha volgut involucrà a vegades amb François Granier, però mai s'han trobat proves de cap mena de relació.
Louis Granier va compondre diverses òperes, algunes juntament amb Pierre-Montan Berton i Jean-Claude Trial.

## Obra d'escena
- Chöre für Racines Athalie (1765, Brussel·les)
- Théonis, ou Le Toucher (1767, París Teatre de l'Òpera)
- Médée et Jason, Ballet-Pantomima, en col·laboració amb Pierre-Montan Berton i Jean-Claude Trial (1767)
- Les caprices de Galathée, Ballet (revista el 1776)
- Annette et Lubin, Ballet (1778) (perdut)
- Arranjament d'André Campras Tancrède (1764, París Teatre de l'Òpera)^
- Arranjament de Marin Marais d'Alcyone (1771, París, teatre de l'Òpera)
- Arranjament de Jean-Baptiste Lully's Bellérophon (1773, a Versalles)
- Arranjament de Jean-Baptiste Lullys, Thésée (1779, Paris Teatre de l'Òpera)

## Obra instrumental
- Sonates et Airs et violon (segons Fétis desaparegut)
- Sonates pour la flûte (1785)
- Œuvres de quatuors pour la harpe.